# علم أوسيتيا الجنوبية
أعتمد علم أوسيتيا الجنوبية في 26 تشرين الثاني - نوفمبر من سنة 1990.

## معنى الوان العلم
يتكون علم أوسيتيا الجنوبية من ثلاثة ألوان هي الأبيض ،الأحمر والأصفر مقسمة بالتساوي بصورة أفقية .
- الأبيض:يرمز إلى النقاء الأخلاقي.
- الأحمر:يرمز إلى البسالة والشجاعة.
- الأصفر:يرمز إلى الثروة والرخاء والرفاهية.